# 山菅
山菅（學名：Dianella ensifolia），別稱山菅蘭（貴州植物志）、山貓兒、交剪草（海南植物志）、山蘭花、金交剪（浙江植物志）、山交剪、桔梗蘭、老鼠怕及老鼠砒等，為萱草科山菅屬植物，為多年生草本植物。花期3－7月。生長於平地至中海拔山坡或林下。

## 分佈
分佈於中國、日本、台灣、琉球、澳洲、印尼等亞洲熱帶地區至至非洲的馬達加斯加島亦有分佈。中國國內分佈於四川（重慶、南川一帶）、雲南（漾濞）、貴州、廣西、廣東（包括海南島）、江西（南部）、浙江及福建等地。

## 形態特徵
山菅是一種多年生草本植物。根狀莖圓柱狀，橫走，直徑約1厘米。莖直立，連同花序高1－2米。葉革質堅挺呈線狀披針形，基部稍收狹，兩列狀排列，近基生，長約30－70厘米，寬約1－2.5厘米；葉兩面無毛，中脈在下面隆起；葉鞘側扁，頂端長漸尖，有龍骨狀凸起，基部套疊狀抱莖，邊緣及脊上均具褐色膜質的狹翅。

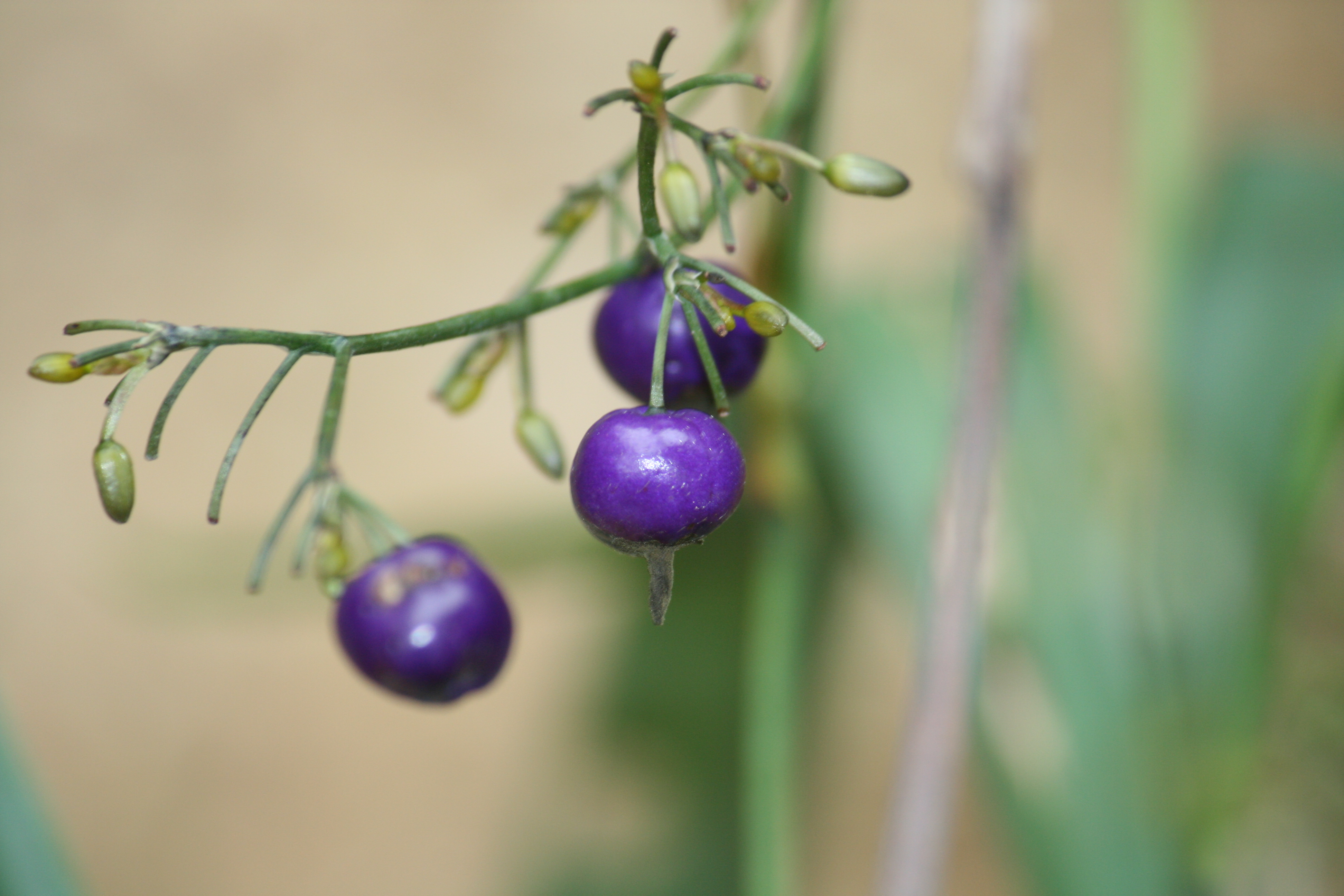
山菅成熟時的果實

花為圓錐狀花序頂生，由多個小的總狀花序所組成，花序部份分枝少而短，長約10－30厘米；總花梗與葉等長，有鞘狀苞片2－3枚；花常數朵聚生於花序分枝的近頂端，花梗長約5－10毫米，頂端具關節；小苞片呈卵形，頂端急尖；花被淡黃色、淡紫色、或綠白色，6裂，外輪花被片披針形，被脈5－7條，長約6－8毫米，寬約2－3毫米，內輪花被片則較狹，被脈5條；雄蕊6枚，長約6－7毫米；花藥長圓形，頂端孔裂，長約3.5毫米，寬約2－3毫米；花絲肉質，呈膝狀彎曲，頂端彎曲部份膨大，膨大部份長約1毫米；子房球形，長約2毫米，每室有6粒胚珠；花柱纖細，長約4－6毫米。果為近球形漿果，青綠色，成熟時紫藍色，直徑約4－8毫米，具5－6粒種子。種子卵形。

## 生長
山菅喜生長於高溫濕潤的氣候，喜半陰或光線充足的環境，不拘土質，不能耐旱，越冬時溫度需於攝氏5度以上。可使用分株法繁殖，或春季時播種繁殖。

## 醫藥用途及其毒性
性味甘、辛、性涼、有大毒，全草具有毒性，莖汁毒性尤強，誤食可引致腹瀉、食慾不振及精神萎縮等，嚴重可致呼吸困難而死。家畜若誤服可引致死亡。葉可治蛇傷；根狀莖可治腹痛，磨成粉狀外敷可治膿腫、癬、淋巴結炎等疾病。莖和葉搗汁，與米炒香或將汁液浸米曬乾後可作為老鼠藥。

## 扩展阅读
- 維基物種上的相關：山菅
- 维基共享资源上的相關多媒體資源：山菅

## 外部連結
- 澳門自然生態相集
- 柴娃娃植物網 （页面存档备份，存于）
- 山菅, Shanjian （页面存档备份，存于） 藥用植物圖像數據庫 (香港浸會大學中醫藥學院) （繁體中文）（英文）